# Pfalztheater

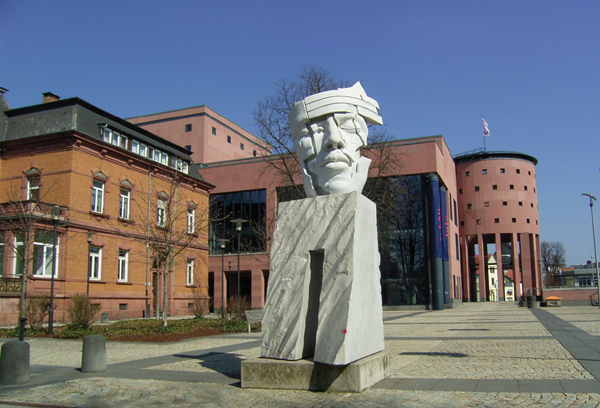
Pfalztheater Kaiserslautern. In der Gründerzeitvilla links, um die das Theater L-förmig herumgebaut wurde, ist der Sitz von Intendanz und Verwaltung. Im Vordergrund die Plastik „Re Africano“ des Kaiserslauterer Künstlers Gunther Stilling.

Das Pfalztheater Kaiserslautern ist das in der Trägerschaft des Bezirksverbands Pfalz befindliche einzige Dreispartentheater der Pfalz mit Sitz in der Stadt Kaiserslautern.

## Geschichte
Das erste Theater in Kaiserslautern wurde 1862 von Andreas Müller, genannt Spittelmüller, dem Besitzer der Spittelmühle in Kaiserslautern, finanziert. Dieser unterstützte auch die ersten Spielzeiten dieses Theaters. Der Bau stand in der heutigen Karl-Marx-Straße (damals Theaterstraße) an der Ecke zur Gasstraße. Er wurde einige Jahre später durch ein Feuer zerstört und von Andreas Müller wieder aufgebaut. 1874 wurde das Theater in eine Aktiengesellschaft überführt. Die Aktien wurden 1897 durch die Stadt Kaiserslautern übernommen, so dass es seitdem ein Stadttheater war. Das Theater wuchs in den ersten Jahrzehnten des 20. Jahrhunderts durch Kooperation mit anderen pfälzischen Bühnen, besonders mit Pirmasens und Zweibrücken, zu einer Städtebundoper der Pfalz heran. Auch in den ersten Kriegsjahren des Zweiten Weltkriegs wurde der Spielbetrieb aufrechterhalten, bis der Bombenangriff vom 14. August 1944 das Gebäude völlig zerstörte.
Schon im Oktober 1945 ging der Spielbetrieb zunächst in den Räumen des Kinos „Capitol“ (Dr.-Rudolf-Breitscheid-Str. 58) weiter. 1950 wurde eine neue Trägergesellschaft gegründet, und das Kino „Film-Palast“ am Fackelrondell wurde zu einem Stadttheater umgebaut, das im September 1950 feierlich eingeweiht wurde. 1968 wurde der Bezirksverband Pfalz zum Träger des Pfalztheaters. Die Stadt Kaiserslautern gewährt seitdem jährlich eine institutionelle Förderung und übernimmt den Unterhalt des Gebäudes (ohne den Gebäudeunterhalt für bühnentechnische Einrichtungen). Als Träger übernimmt der Bezirksverband Pfalz alle Aufwendungen für den laufenden Betrieb des Pfalztheaters sowie den Gebäudeunterhalt für die bühnentechnischen Einrichtungen. Die erzielten Erlöse aus Eintrittsgeldern etc. fließen zugunsten des Trägers in den Haushalt des Bezirksverbands Pfalz ein. Das Land Rheinland-Pfalz gewährt jährlich eine institutionelle Förderung.

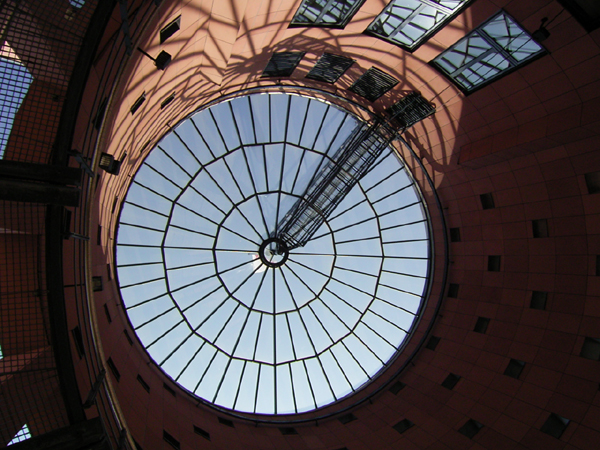
Rotunde des Pfalztheaters

Schon 1976 wurde die Forderung nach einem Neubau im Stadtrat diskutiert, weil das alte Kinogebäude für größere Projekte ungeeignet und immer noch nur provisorisch eingerichtet war. Doch dauerte es noch bis 1995, bis das neue Gebäude am Willy-Brandt-Platz in der Nähe der Fruchthalle fertiggestellt wurde.
Finanziert wurde der Bau mit Mitteln des Pfalztheater Rechtsträgers Bezirksverband Pfalz, dem Land Rheinland-Pfalz und der Stadt Kaiserslautern.
Am 30. September 1995 wurde mit den ersten Vorstellungen schließlich das Dreispartenhaus (Musiktheater, Schauspiel und Ballett) vom damaligen Intendanten Pavel Fieber eröffnet. Der Vorsitzende des deutschen Kulturrates, August Everding, lobte in seiner Laudatio den schon damals ungewöhnlich großen und hochwertigen Neubau als nachahmenswerte Investition in Kunst und Kultur.
Das erste Stück, das im neuen Haus zur Aufführung kam, war Nathan der Weise.

## Daten
Das Haus beherbergt zwei Spielstätten: das Große Haus mit einem Fassungsvermögen von knapp 680 Plätzen (bei Konzerten und Kindervorstellungen bis zu 730 Plätzen) sowie die Werkstattbühne, die etwa 100 Zuschauern Platz bietet.
Das Pfalztheater beschäftigt zurzeit rund 335 Mitarbeiter verschiedenster Sparten.

## Angebot
Das Programm des Pfalztheaters umfasst viele verschiedene Veranstaltungen für ein breites Publikum, wie Opern, Musicals, Operetten, Schauspiel und zeitgenössischem Tanz. In jeder Spielzeit werden etwa 400 Aufführungen angeboten. Einzelne Stücke werden außerdem als Gastspiele auf anderen Bühnen Deutschlands, manchmal sogar im Ausland, aufgeführt.
Neben den einzelnen Ensembles der drei Sparten verfügt das Haus zudem über ein eigenes Orchester, einen Hauschor, sowie über einen Extra-Chor und Statisterie.

## Personalia
Ab der Spielzeit 2023/24 ist Johannes Beckmann Künstlerischer Direktor am Pfalztheater, für die Spielzeit 2022/23 hatte Daniel Böhm diese Position übernommen.
Vorgänger als Intendanten waren:
- 1965–1971: Günter Könemann[1]
- 1971–1988: Wolfgang Blum
- 1988–1991: Michael Leinert
- 1991–1997: Pavel Fieber
- 1997–2002: Wolfgang Quetes
- 2002–2012: Johannes Reitmeier
- 2012–2022: Urs Häberli

Die musikalische Leitung lag von der Spielzeit 2006/07 bis zum Sommer 2020 in der Hand von Generalmusikdirektor Uwe Sandner. Für den Zeitraum ab 2020 wurde Daniele Squeo berufen. Vorgänger in diesem Amt waren Wilfried Emmert (1969 bis 1989), Jiří Stárek (1989/1990 bis 1992/1993), Lior Shambadal (1993 bis Ende der Spielzeit 1999/2000) und Francesco Corti.
- Schauspieldirektor: Harald Demmer
- Chefdramaturg: Andreas Bronkalla
- Ausstattungsleiter: Thomas Dörfler